# Biblioteca del Congreso de la Nación Argentina
La Biblioteca del Congreso de la Nación (BCN) es una institución pública, dependiente del Poder Legislativo de la República Argentina, cuya misión fundamental es brindar a los legisladores y a la comunidad, servicios de información en materia legislativa, académica y general. Fue creada en el año 1859 con el propósito inicial de asistir a ambas cámaras del Congreso de la entonces Confederación Argentina, pero con el correr del tiempo fue ampliando y abriendo sus servicios a la comunidad, siendo actualmente considerada una de las bibliotecas más grandes e importantes del país y la región, con un acervo que supera las 3,5 millones de piezas bibliográficas
Su sede se encuentra en la Ciudad Autónoma de Buenos Aires, capital federal del país, donde cuenta con amplias salas para la lectura y consulta del material, ubicadas en inmediaciones del Palacio Legislativo o dentro del mismo. El acceso es libre y gratuito y la atención al público se extiende todos los días en una amplia franja horaria.

## Actualidad
En la actualidad, la Biblioteca del Congreso de Nación, en su doble carácter de biblioteca pública y parlamentaria, ofrece diferentes servicios y productos orientados a garantizar el derecho de acceso a la información, promover el desarrollo cultural de la sociedad en su conjunto y colaborar con la tarea legislativa, como así también con otras reparticiones oficiales y privadas o centros de referencia, suministrando a sus usuarios información, documentación y asesoramiento con base en un amplio acervo bibliográfico general, doctrinario, jurisprudencial y legislativo. 
Lleva adelante su labor a partir de una gestión basada en procesos, los cuales se desarrollan dentro de un Sistema de Gestión de la Calidad certificado según las pautas de la Norma Internacional ISO 9001:2015. De esta manera, promueve la mejora continua conforme el cumplimiento efectivo de su política de calidad y los objetivos que se propone, la capacitación continua de sus recursos humanos y la actualización permanente de su acervo.
Su vasto fondo documental se encuentra detallado en un catálogo en línea al que se puede acceder libremente a través del sitio web oficial de la institución. El material disponible para la consulta reúne más de 3,5 millones de piezas bibliográficas, integrado por una de las colecciones más importante del país en materia parlamentaria y jurídica nacional y extranjera, libros de todos los campos científicos y literarios, un valioso reservorio de documentos históricos y diversas publicaciones periódicas, diarios y revistas, que conforman una de las hemerotecas más grandes de la región. Cuenta con amplios y cómodos espacios de lectura, repartidos en diferentes salas, con acceso a internet gratuito y recursos tecnológicos multimedia para reproducción de material audiovisual y amplia biblioteca para personas ciegas.   
Por otra parte, garantiza la preservación y conservación del patrimonio cultural mediante la microfilmación y digitalización de los documentos históricos, técnicas que son aplicadas a material propio de la Biblioteca, como así también a fondos bibliográficos de otras instituciones que requieren su recuperación, a través de acuerdos, para facilitar su acceso al público.
A su vez, entre otros productos, edita una serie de publicaciones, tanto en formato impreso como digital, algunas de ellas elaboradas especialmente para asistir al trabajo de los legisladores y otras destinadas al público en general con contenidos de actualidad, historia y literatura.
La BCN también ofrece una variada agenda cultural que convoca a académicos, intelectuales, artistas y diverso público que disfruta de distintas propuestas tales como cursos, talleres, ciclos de cine, música y muestras las más variadas manifestaciones artísticas, las cuales se desarrollan en un moderno edificio con espacios especialmente equipados y un auditorio con capacidad para 140 personas. Todas estas propuestas son igualmente gratuitas.    
Dispone asimismo de una radio online con una amplia programación y una Biblioteca Móvil Multimodal o Bibliomovil que recorre el país durante todo el año con propuestas interactivas y programas de promoción de la lectura destinados especialmente a niños y adolescentes. 
En otro orden, promueve convenios con organizaciones nacionales, regionales e internacionales, con el propósito de desarrollar programas de divulgación e intercambio cultural.
Desde hace tiempo, mantiene un fuerte protagonismo entre las bibliotecas públicas de Argentina, como así también en el ámbito internacional donde ha alcanzado un lugar preponderante a través de su participación en la Federación Internacional de Asociaciones de Bibliotecarios y Bibliotecas (IFLA), siendo en la actualidad sede de la oficina regional para América Latina y el Caribe de ese organismo.
En los últimos años, ha trabajado en diferentes líneas de acción en función de la implementación de la Agenda 2030 de la ONU y el cumplimiento de los Objetivos de Desarrollo Sostenible (ODS).

## Historia
Los orígenes de la Biblioteca del Congreso se remontan a los primeros tiempos de la organización del país. La primera Asamblea Legislativa Nacional de la entonces Confederación Argentina, con sede en la ciudad de Paraná, Provincia de Entre Ríos, desde su inicio en 1853 comenzó a considerar  la necesidad de contar con un repositorio bibliográfico que ayudara a los senadores y diputados a evacuar dudas y consultas durante su trabajo legislativo. Es así que en 1856 el diputado por la provincia de Mendoza, Lucas Gonzaléz pidió una modificación presupuestaria para la compra de libros. Pero recién el 23 de agosto de 1859, bajo la presidencia confederal de Justo José de Urquiza, se aprobó la Ley N.º 212, que posibilitó la primera compra de libros para la BCN.
Tras la batalla de Pavón se produce la unificación de la Confederación con el Estado de Buenos Aires, y se acuerda el traslado de los poderes republicanos a la ciudad de Buenos Aires. La Biblioteca del Congreso también es trasladada y, a partir de entonces, se sucedieron diversas leyes y resoluciones que consolidaron el crecimiento de su catálogo bibliográfico siendo sus primeros documentos de índole jurídica, principalmente en francés e inglés.
Con la inauguración del actual Palacio Legislativo en 1906, la Cámara de Diputados cedió un espacio para uso exclusivo de la BCN. El crecimiento de su fondo continuó siendo una prioridad, y así fue que en 1908 se aprobó la compra de la biblioteca y archivo personal del Doctor Juan María Gutiérrez, integrado por una importante colección bibliográfica y archivo personal en el que se destaca un epistolario donde se encuentran cartas intercambiadas con eminentes hombres públicos y de letras de su época tales como Juan B. Alberdi, Domingo F. Sarmiento, Vicente F. López, entre otros. Estos documentos constituyen hoy uno de sus más valiosos archivos que cuenta la BCN.
En el año 1917 la Biblioteca inicia un fuerte proceso de cambio dejando atrás su carácter exclusivamente parlamentario para convertirse en una biblioteca pública abierta a la comunidad: inaugura la primara Sala Pública de Lectura en el Palacio del Congreso. Asimismo, hacia mediados de los años 20, organizó la hemeroteca y creó el sector de traducciones como nuevo servicio al Congreso. También en aquel tiempo se legisla sobre la estructura orgánica de la Biblioteca, designándose una Comisión Administradora Bicameral entre la Cámara de Diputados y la Cámara de Senadores para su gestión, pero no es hasta 1923 que se establece la autarquía de la BCN.
En 1930, asume la presidencia de la Biblioteca el senador socialista Alfredo Palacios. Durante su gestión, la Biblioteca mantuvo su objetivo de crecimiento, profesionalización y apertura a la población, habilitando la puerta de acceso exclusivo para el público al Palacio Legislativo, sobre la Avenida Rivadavia. Asimismo, en 1933 se sancionó la Ley de Registro Nacional de la Propiedad Intelectual - vigente hasta el día de hoy- que establece que la BCN debe recibir un ejemplar de cada obra publicada en la República Argentina, conocido esto como Depósito Legal.
Durante el gobierno de Juan Domingo Perón, en el año 1950 se dispuso la ampliación del horario de atención al público desde las 8 a las 24 horas con “el propósito de beneficiar a dos sectores importantes de la población: estudiantes y obreros… por tratarse de factores potenciales y constructivos del progreso nacional…” (Resolución BCN 1950). En 1955 asumió la Presidencia de la BCN la senadora Juana Larrauri, una de las primeras mujeres que ingresaron al Parlamento. Durante esta etapa la BCN comenzó a trazar vínculos con las bibliotecas populares de todo el país y la Organización de Naciones Unidas la designó como depositaria de sus publicaciones.
El golpe de Estado del 16 de septiembre de 1955, derrocó el gobierno constitucional y como consecuencia se dictaminó el cierre del Congreso. El entonces vicepresidente de facto, Isaac Rojas, ordenó, mediante un decreto reunir documentos y publicaciones oficiales producidas durante los dos gobiernos peronistas para sacarlos de circulación. El material fue recolectado y depositado en el edificio del Congreso. Años más tarde, contrariamente a la intención de Rojas, esos documentos fueron rescatados, ingresados a la Biblioteca y puestos a disposición del público. Hoy, esta colección, denominada Biblioteca Peronista, es una de las más importantes sobre ese período, consultada por investigadores argentinos y de todo el mundo.
En 1974, se inaugura una nueva Sala Pública de Lectura en la calle Adolfo Alsina, con mayor capacidad de lectores. Pero en 1976, con el inicio de la última dictadura cívico-militar, la Biblioteca fue intervenida nuevamente y muchos de sus trabajadores fueron cesanteados, perseguidos y cuatro de ellos detenidos desaparecidos. El regreso de la democracia planteó el desafío de reorganizar la institución y reincorporar a quienes habían sido despedidos. También fue el inicio de una importante etapa de modernización que comenzó con la incorporación de nuevas máquinas para los talleres de encuadernación e impresiones y la informatización para el procesamiento técnico de las obras.
A principios de la década del 90, la atención se extendió a las 24 horas del día, convirtiendo a la Biblioteca del Congreso Argentino en una de las pocas en el mundo en mantener sus salas de consulta abiertas durante todo el día.
En 1994, la BCN cumplió la tarea de asistir y brindar información a los convencionales encargados de la reforma de la Constitución Nacional Argentina que se llevó a cabo ese año. También en aquel tiempo, la Biblioteca inauguró la Sala Multimedia, equipada con computadoras con acceso gratuito a internet para los usuarios.  Así, en el año 2001, la BCN recibió la distinción otorgada por la Fundación Bill y Melinda Gates en mérito por los servicios gratuitos que presta a la comunidad durante las 24 horas y su trabajo para expandir el acceso a la información.
En 2002 la Biblioteca incorporó el Bibliomóvil y en 2003 inauguró su principal sala pública de lectura en la planta baja del edificio de la ex Caja de Ahorro y Seguro, frente a la Plaza Congreso, declarado monumento histórico nacional.

## Salas y colecciones
La biblioteca cuenta con las siguientes salas:
- Sala de Lectura Oficial: destinada a la atención de los miembros del Poder Legislativo Nacional, así como también a los demás poderes e instituciones a nivel nacional, provincial y municipal. Su colección comprende obras de referencia, obras de doctrina de contenido histórico y especialmente de carácter jurídico y político, códigos, fallos de la Corte Suprema de Justicia de la Nación, revistas de jurisprudencia argentina, etc.
- Sala Pública de Lectura: ofrece a los usuarios en general material bibliográfico impreso sobre diversas áreas del conocimiento. Se accede a la colección a través del catálogo en línea y se brinda el servicio de préstamo in situ.
- Sala de Referencia: asiste a los usuarios en sus necesidades de información y en la recuperación de material bibliográfico; dispone de una colección de consulta compuesta por diccionarios, enciclopedias generales y especializadas, anuarios, guías, repertorios biográficos, bibliográficos y jurídicos, y tesauros de distinto tipo.
- Sala Hemeroteca Revistas: posee más de diez mil títulos de publicaciones periódicas nacionales y extranjeras en distintos soportes: papel, CD-ROM, bases de datos en línea y microfichas, que comprenden múltiples contenidos, temas de actualidad e información general. También posee una actualización de disciplinas jurídicas en una amplia colección de repertorios, fallos, anales, diarios de sesiones, doctrina y jurisprudencia.
- Sala Hemeroteca Diarios: cuenta con colecciones de publicaciones argentinas (nacionales y provinciales), de países limítrofes y Latinoamérica, de Estados Unidos, España e Italia, entre otros.
- Sala Organismos Internacionales: brinda referencias especializadas en material de organismos internacionales. Su colección está conformada por obras, publicaciones periódicas y documentos oficiales, en distintos idiomas, de 46 organismos internacionales como: ONU, OEA, Comunidad Europea, OIT, Banco Mundial, CEPAL, OMS, FAO, FMI, UNESCO y Cruz Roja Internacional, entre otros. Desde 1948 la BCN es depositaria del material editado por Naciones Unidas, y dispone de acceso al Sistema de Archivo de Documentos de las Naciones Unidas (SAD) como parte del depósito.
- Sala de Colecciones Especiales: destinada al acervo de material que por su antigüedad, valor histórico y cultural exige técnicas especiales de conservación y preservación, para lo cual se siguen los cuidados necesarios, en especial en lo referente a su consulta y manipulación. Está conformada por 4 colecciones: la Colección Reservada, que contiene libros antiguos, primeras ediciones y material del siglo XIX, libros de arte, etc; la Biblioteca y Archivo del Dr. Juan María Gutiérrez, que posee obras de su biblioteca personal y un profuso epistolario con personalidades de la política e intelectuales del siglo XIX; la Biblioteca Peronista, constituida por discursos y publicaciones oficiales, editados entre 1945 y 1955, y el Archivo Perón, que contiene documentación específica sobre el peronismo; y la Biblioteca Palant, una colección cerrada, especializada en taquigrafía, única en su especialidad en Argentina, que perteneció a Miguel Palant, Director de Taquígrafos del Honorable Senado de la Nación.
- Sala Juvenil Elsa Bornemann: es un espacio destinado a los adolescentes, donde se relaciona el material bibliográfico con las nuevas tecnologías. El servicio cuenta con títulos especialmente seleccionados que cubren las currículas escolares, diccionarios, obras de referencia especializadas y una amplia colección de literatura. Los colegios de nivel secundario pueden realizar visitas educativas y tener la oportunidad de participar de una experiencia con actividades programadas.
- Sala Infantil María Elena Walsh: es un moderno e interactivo espacio, exclusivo, cultural y recreativo, para niñas y niños de 4 a 10 años, donde se abordan las primeras aproximaciones a los libros a través del juego y la exploración de los distintos contenidos. El objetivo consiste en promover el desarrollo de las habilidades individuales y grupales de los niños, con el apoyo pedagógico de personal capacitado mediante material bibliográfico, juegos didácticos y elementos tecnológicos de última generación.
- Sala Digital: dispone de material en video, audio, libros electrónicos y demás contenidos digitales que posee la Biblioteca. Se puede consultar una gran variedad de clásicos del cine, así como también documentales, entre los que se destaca la colección “Documentalistas Argentinos Raymundo Gleyzer”. La Sala cuenta además con una gran colección de registros sonoros de grandes personalidades de la historia y una amplia colección de música clásica y popular.
- Sala Internet:  dispone de computadoras con conexión gratuita a Internet y consulta de material multimedia. La sala también dispone de computadoras destinadas a usuarios no videntes y personas con capacidad visual reducida, provistas del software JAWS, apto para convertir texto en voz, con conexión a Internet y herramientas de oficina, que les permiten acceder a diversos contenidos y a más de 34.000 títulos de la colección Tiflolibros.
- Sala Matera:  tiene como principal objetivo ser un punto de encuentro entre los usuarios. El acceso es libre y gratuito y cuenta con todas las comodidades para leer y estudiar. En la Sala Matera está permitido consumir infusiones, bebidas en general y alimentos tipo snacks. Se puede ingresar con material propio del usuario.

## Publicaciones
La Biblioteca del Congreso de la Nación edita una serie de publicaciones, tanto en formato impreso como digital. Algunas de ellas son elaboradas con el propósito específico de acompañar el trabajo de los legisladores como en el caso del Dossier Legislativo, el cual ofrece antecedentes parlamentarios, mensajes presidenciales, legislación nacional, extranjera, doctrina y jurisprudencia sobre asuntos de interés nacional, regional e internacional. En el mismo sentido las Novedades Legislativas sistematizan la información legislativa seleccionada, de carácter general, publicada en el Boletín Oficial de la República Argentina. Cada uno de los documentos incorporados contiene una referencia al tipo de norma, número, fecha, órgano emisor y una breve síntesis analítica de su contenido. Además, se consignan sumarios con documentos de jurisprudencia y doctrinarios publicados en las diferentes revistas jurídicas existentes en la Dirección Servicios Legislativos.
En cuanto a las ediciones destinadas al público general se distinguen las siguientes: el Boletín de la BCN, iniciado a principios del siglo XX con temas vinculados a la actividad parlamentaria, luego  incorpora contenidos históricos, bibliotecológicos y a partir de 1996 se transforma en una compilación en la que autores de distintos campos del conocimiento abordan problemáticas de actualidad. La Colección “JDP, los trabajos y los días” trabaja exclusivamente en la recopilación, clasificación y edición de todo tipo de documentación existente sobre el General Juan Domingo Perón, incluyendo todo el material escrito, grabado y/o filmado de su autoría, así como también todo aquel que se refiera a su vida y obra según lo dispuesto por la Ley 25.114 (B.O. 20-07-1999). La Colección "Pensamiento del Bicentenario" incorpora textos fundamentales del pensamiento latinoamericano con prólogos elaborados por especialistas e investigadores de cada obra. Se encuentran también las Compilaciones Bibliográficas que brindan información sobre libros, artículos de libros, artículos de revistas y sitios web relativos a diversos temas de utilidad social. La Revista BCN incluye notas de interés general, entrevistas, actividades culturales de la BCN entre otros temas de divulgación. La Colección “Vuela el Pez” aborda literatura infanto juvenil la cual reúne obras clásicas de autores latinoamericanos y universales como así también libros inéditos de autores argentinos.

## Espacio Cultural
La Biblioteca del Congreso cuenta con un Espacio Cultural propio donde ofrece durante todo el año exposiciones de arte, ciclos de cine y teatro, música, talleres de tango, fotografía, filosofía e historia, conferencias, seminarios, encuentros de lectura y narración, entre otras actividades.
En el año 2008 se concursó el diseño para este nuevo edificio que sería instalado en el lugar de la vieja sala de lectura de la Biblioteca del Congreso, en la calle Adolfo Alsina 1835 de la Ciudad Autónoma de Buenos Aires.Su construcción comenzó en el año 2009 y fue inaugurado por el entonces Vicepresidente Amado Boudou el 15 de marzo de 2012.
El edificio tiene un subsuelo, planta baja, entrepiso y cuatro pisos superiores, e incluye un micro cine para 140 espectadores con imagen 3D y sonido Dolby Surround 5.1, espacios de exposición, bar temático para lectores y salas equipadas para talleres y cursos. Allí también se encuentran las dependencias específicas para la digitalización, microfilmación y restauración audiovisual del patrimonio de la biblioteca con modernos equipos y espacio de archivo.

## BCN Radio
En el año 2013 la Biblioteca inauguró la BCN Radio de transmisión digital. En la actualidad cuenta con una variada programación en la que se incluyen noticias generales y legislativas, historia, arte y novedades o temas destacados referidos a las actividades que la BCN lleva a cabo, como así también sobre su fondo bibliográfico y documental.

## Bibliomovil
En el año 2002 se pone en funcionamiento el Bibliomóvil, equipado con más de 5.000 libros, computadoras y espacio de lectura con el cual se visitan localidades de todo el territorio nacional en pos de fomentar el interés y desarrollo de la lectura, la escritura, la producción artística y el conocimiento. Junto a las herramientas con las que dispone el móvil para diversas actividades se suman proyecciones cinematográficas, talleres y propuestas de narración oral.